# هيو ألان أندرسون
هيو ألان أندرسون هو سياسي كندي، ولد في 25 سبتمبر 1933 في ساسكاتون في كندا، وتوفي في 22 أبريل 2015 في بورت ألبيرني في كندا. حزبياً، نشط في الحزب الليبرالي الكندي. وقد انتخب عضو مجلس العموم الكندي.